# 네이키드 정글
네이키드 정글(The Naked Jungle)은 미국에서 제작된 바이론 허스킨 감독의 1954년 영화이다. 엘레노 파커 등이 주연으로 출연하였고 조지 펄 등이 제작에 참여하였다.

## 출연

### 주연
- 엘레노 파커
- 찰톤 헤스톤
- 아브라함 소페어

### 조연
- 윌리엄 콘래드
- 로모 빈센트
- 더글러스 포리
- 존 디어키스
- 레오나드 스트롱

## 제작진
- 의상: 에디스 헤드
- Ass-PD: 프랭크 프리맨 주니어